# Olympische Sommerspiele 2020/Leichtathletik – 4 × 400 m (Frauen)
Die 4-mal-400-Meter-Staffel der Frauen bei den Olympischen Spielen 2020 in Tokio wurde am 5. und 7. August im  Nationalstadion ausgetragen.
Olympiasieger wurde das Team aus den USA in der Besetzung Sydney McLaughlin (Finale), Allyson Felix (Finale), Dalilah Muhammad (Finale) und Athing Mu sowie den im Vorlauf außerdem eingesetzten Kaylin Whitney, Wadeline Jonathas, Kendall Ellis und Lynna Irby.
Silber gewann Polen mit Natalia Kaczmarek (Finale), Iga Baumgart-Witan, Małgorzata Hołub-Kowalik und Justyna Święty-Ersetic sowie der im Vorlauf außerdem eingesetzten Anna Kiełbasińska.
Bronze ging an Jamaika in der Besetzung Roneisha McGregor, Janieve Russell, Shericka Jackson (Finale) und Candice McLeod (Finale) sowie den im Vorlauf außerdem eingesetzten Junelle Bromfield und Stacey-Ann Williams.
Auch die im Vorlauf für die Medaillengewinnerinnen eingesetzten Läuferinnen erhielten entsprechendes Edelmetall. Der im Finale durch Polen aufgestellte Landesrekord stand dagegen nur den tatsächlich laufenden Athletinnen zu.

## Aktuelle Titelträgerinnen
| Olympiasiegerinnen                         | USA        | 3:19,06 min | Rio de Janeiro 2016 |
| Weltmeisterinnen                           | USA        | 3:18,92 min | Doha 2019           |
| Europameisterinnen                         | Polen      | 3:26,59 min | Berlin 2018         |
| Nord-/Zentralamerika-/Karibik-Meisterinnen | USA        | 3:26,08 min | Toronto 2018        |
| Südamerikameisterinnen                     | Kolumbien  | 3:32,81 min | Lima 2019           |
| Asienmeisterinnen                          | Bahrain    | 3:32,10 min | Doha 2019           |
| Afrikameisterinnen                         | Nigeria    | 3:31,17 min | Asaba 2018          |
| Ozeanienmeisterinnen                       | Australien | 3:38,86 min | Townsville 2019     |

## Rekorde

### Bestehende Rekorde
| Weltrekord         | Sowjetunion (Tazzjana Ljadouskaja, Olga Nasarowa, Marija Pinigina, Olha Bryshina) | 3:15,17 min | Finale OS Seoul, Südkorea | 1. Oktober 1988 |
| Olympischer Rekord | Sowjetunion (Tazzjana Ljadouskaja, Olga Nasarowa, Marija Pinigina, Olha Bryshina) | 3:15,17 min | Finale OS Seoul, Südkorea | 1. Oktober 1988 |

Der bestehende olympische Rekord, gleichzeitig Weltrekord, wurde bei diesen Spielen nicht erreicht. Die schnellste Zeit erreichte die siegreiche US-Staffel, die sie im Finale am 7. August mit 3:16,85 Minuten erzielte. Damit verfehlte sie den Rekord um 1,68 Sekunden.

### Rekordverbesserung
Es wurden sechs Landesrekorde aufgestellt:
- 3:24,08 min – Belgien (Naomi Van Den Broeck, Imke Vervaet, Paulien Couckuyt, Camille Laus), erster Vorlauf am 5. August
- 3:25,90 min – Schweiz (Léa Sprunger, Silke Lemmens, Rachel Pellaud, Yasmin Giger), erster Vorlauf am 5. August
- 3:25,90 min – Niederlande (Lieke Klaver, Lisanne de Witte, Laura de Witte, Femke Bol), zweiter Vorlauf am 5. August
- 3:20,53 min – Polen (Natalia Kaczmarek, Iga Baumgart-Witan, Małgorzata Hołub-Kowalik, Justyna Święty-Ersetic), Finale am 7. August
- 3:23,74 min – Niederlande (Lieke Klaver, Lisanne de Witte, Laura de Witte, Femke Bol), Finale am 7. August
- 3:23,96 min – Belgien (Naomi Van Den Broeck, Imke Vervaet, Paulien Couckuyt, Camille Laus), Finale am 7. August

## Vorrunde
Die Vorrunde wurde in zwei Läufen durchgeführt. Für das Finale qualifizierten sich pro Lauf die ersten drei Staffeln (hellblau unterlegt). Darüber hinaus kamen die zwei Zeitschnellsten, die sogenannten Lucky Loser (hellgrün unterlegt), weiter.

### Lauf 1
5. August 2021, 19:25 Uhr (12:25 Uhr MESZ)
| Platz | Nation      | Athletinnen                                                                                    | Zeit (min) | Anmerkung |
| ----- | ----------- | ---------------------------------------------------------------------------------------------- | ---------- | --------- |
| 1     | Polen       | Anna Kiełbasińska (Vorlauf) Iga Baumgart-Witan Małgorzata Hołub-Kowalik Justyna Święty-Ersetic | 3:23,10    | SB        |
| 2     | Kuba        | Zurian Hechavarría Rose Mary Almanza Sahily Diago Lisneidy Veitía                              | 3:24,04    | SB        |
| 3     | Belgien     | Naomi Van Den Broeck Imke Vervaet Paulien Couckuyt Camille Laus                                | 3:24,08    | NR        |
| 4     | Deutschland | Corinna Schwab Carolina Krafzik Laura Müller Ruth Sophia Spelmeyer-Preuß                       | 3:24,77    | SB        |
| 5     | Frankreich  | Sokhna Lacoste Amandine Brossier Brigitte Ntiamoah Floria Gueï                                 | 3:25,07    | SB        |
| 6     | Schweiz     | Léa Sprunger Silke Lemmens Rachel Pellaud Yasmin Giger                                         | 3:25,90    | NR        |
| 7     | Australien  | Bendere Oboya Kendra Hubbard Ellie Beer Anneliese Rubie-Renshaw                                | 3:30,61    | SB        |
| DNF   | Bahamas     | Doneisha Anderson Megan Moss Brianne Bethel Anthonique Strachan                                |            |           |

### Lauf 2
5. August 2021, 19:37 Uhr (12:37 Uhr MESZ)
| Platz | Nation         | Athletinnen                                                                                       | Zeit (min) | Anmerkung |
| ----- | -------------- | ------------------------------------------------------------------------------------------------- | ---------- | --------- |
| 1     | USA            | Kaylin Whitney (Vorlauf) Wadeline Jonathas (Vorlauf) Kendall Ellis (Vorlauf) Lynna Irby (Vorlauf) | 3:20,86    | SB        |
| 2     | Jamaika        | Junelle Bromfield (Vorlauf) Roneisha McGregor Janieve Russell Stacey-Ann Williams (Vorlauf)       | 3:21,95    | SB        |
| 3     | Großbritannien | Emily Diamond Zoey Clark (Vorlauf) Laviai Nielsen (Vorlauf) Nicole Yeargin                        | 3:23,99    | SB        |
| 4     | Niederlande    | Lieke Klaver Lisanne de Witte Laura de Witte Femke Bol                                            | 3:24,01    | NR        |
| 5     | Kanada         | Alicia Brown Sage Watson Madeline Price Kyra Constantine                                          | 3:24,05    | SB        |
| 6     | Ukraine        | Kateryna Klymjuk Alina Lohwynenko Wiktorija Tkatschuk Hanna Ryschykowa                            | 3:24,50    | SB        |
| 7     | Italien        | Maria Benedicta Chigbolu Alice Mangione Petra Nardelli Rebecca Borga                              | 3:27,74    | SB        |
| 8     | Belarus        | Aljaksandra Chilmanowitsch Julija Blisnez Elwira Herman Asteryja Limaj                            | 3:33,00    |           |

## Finale
7. August 2021, 21:30 Uhr (14:30 Uhr MESZ)
| Platz | Nation         | Athletinnen | Zeit (min) | Anmerkung |
| ----- | -------------- | --- | ---------- | --------- |
| 1     | USA            | Sydney McLaughlin (Finale) Allyson Felix (Finale) Dalilah Muhammad (Finale) Athing Mu (Finale) im Vorlauf außerdem: Kaylin Whitney Wadeline Jonathas Kendall Ellis Lynna Irby | 3:16,85    | SB        |
| 2     | Polen          | Natalia Kaczmarek (Finale) Iga Baumgart-Witan Małgorzata Hołub-Kowalik Justyna Święty-Ersetic im Vorlauf außerdem: Anna Kiełbasińska                                          | 3:20,53    | NR        |
| 3     | Jamaika        | Roneisha McGregor Janieve Russell Shericka Jackson (Finale) Candice McLeod (Finale) im Vorlauf außerdem: Junelle Bromfield Stacey-Ann Williams                                | 3:21,24    | SB        |
| 4     | Kanada         | Alicia Brown Madeline Price Kyra Constantine Sage Watson | 3:21,84    | SB        |
| 5     | Großbritannien | Ama Pipi (Finale) Jodie Williams (Finale) Emily Diamond Nicole Yeargin im Vorlauf außerdem: Zoey Clark Laviai Nielsen                                                         | 3:22,59    | SB        |
| 6     | Niederlande    | Lieke Klaver Lisanne de Witte Laura de Witte Femke Bol | 3:23,74    | NR        |
| 7     | Belgien        | Naomi Van Den Broeck Imke Vervaet Paulien Couckuyt Camille Laus | 3:23,96    | NR        |
| 8     | Kuba           | Zurian Hechavarría Rose Mary Almanza Sahily Diago Lisneidy Veitía | 3:26,92    |           |

In folgenden Staffeln gab es zum Finale Besetzungsänderungen:
- USA: Das komplette Team aus dem Vorlauf wurde im Finale ersetzt. Anstelle von Kaylin Whitney, Wadeline Jonathas, Kendall Ellis und Lynna Irby liefen Sydney McLaughlin, Allyson Felix, Dalilah Muhammad und Athing Mu.
- Polen: Anna Kiełbasińska wurde ersetzt durch Natalia Kaczmarek.
- Jamaika: Shericka Jackson und Candice McLeod liefen anstelle von Junelle Bromfield und Stacey-Ann Williams.
- Großbritannien: Zoey Clark und Laviai Nielsen wurden ersetzt durch Ama Pipi und Jodie Williams.

Eindeutige Favoritinnen für diesen Wettbewerb waren die Läuferinnen aus den Vereinigten Staaten. Sie konnten es sich leisten, im Vorlauf mit einem komplett anderen Team anzutreten. Erst im Finale kamen die stärksten vier Athletinnen zum Einsatz: Sydney McLaughlin (Gold und Weltrekord 400 Meter Hürden), Allyson Felix (Bronze 400 Meter), Dalilah Muhammad (Silber 400 Meter Hürden) und die neunzehnjährige Athing Mu (Gold 800 Meter).
Von Beginn an lag das US-Quartett mit McLaughlin als Startläuferin vorn und gab die Führung bis zum Schluss nicht mehr ab. Mu führte die Staffel am Ende in 3:16,85 min zum Olympiasieg. Das war die schnellste Zeit seit 28 Jahren, die nur 1,68 Sekunden über dem Weltrekord der Sowjetunion lag, aufgestellt bei den Olympischen Spielen 1988. Die inoffiziell genommenen Einzelzeiten der US-Läuferinnen waren beeindruckend: McLaughlin 50,21 s, Felix 49,38 s, Muhammad 49,94 s und Mu 48,32 s. Polen gewann Silber in der Landesrekordzeit von 3:20,53 min. Bronze erliefen sich die Jamaikanerinnen in 3:21,24 min vor Kanada (3:21,84 min).
Es war die siebte Goldmedaille für die USA in Folge in dieser Disziplin.

Polen errang zum ersten Mal eine Medaille über 4-mal 400 Meter der Frauen.

Mit Bronze gewann Jamaika zum sechsten Mal in Folge eine Medaille in diesem Wettbewerb, zuvor hatte es allerdings drei Mal Silber gegeben.
Zu Ende ging hier eine der größten Karrieren in der Geschichte der Leichtathletik. Allyson Felix errang ihre elfte olympische Medaille. Einen Tag nach dem Gewinn der Bronzemedaille über 400 Meter zog sie mit ihrer Medaillenausbeute vorbei an Carl Lewis und wurde damit zur höchstdekorierten Frau in der olympischen Leichtathletikgeschichte. Mehr Medaillen hatte nur der Finne Paavo Nurmi auf seinem Konto, der es in den 1920er Jahren auf zwölf, davon neun goldene, gebracht hatte. Felix hatte nun siebenmal Gold, dreimal Silber und einmal Bronze zu Buche stehen und es war ihr viertes Gold mit der 4-mal-400-Meter-Staffel in Folge.

## Video
- Women's 4x400m Final, Tokyo Replays, youtube.com, abgerufen am 4. Juni 2022